# Waal (Baviera)
Waal é um município da Alemanha, situado no distrito da Algóvia Oriental, no estado da Baviera. Tem 27,93 km² de área, e sua população em 2019 foi estimada em 2 342 habitantes.